# تشارلز رامبيلبيرج
تشارلز رامبيلبيرج (بالفرنسية: Charles Rampelberg)‏ مواليد 11 نوفمبر 1909 في توركوينغ - الوفاة 18 مارس 1982 في فرنسا، كان دراج فرنسي. سبق أن شارك في دورة الألعاب الأولمبية الصيفية وفاز بميدالية أولمبية.

## الميداليات
| الميدالية | المسابقة                       |
| --------- | ------------------------------ |
| برونزية   | الألعاب الأولمبية الصيفية 1932 |

## روابط خارجية
- تشارلز رامبيلبيرج على موقع أرشيف الدراجات (الإنجليزية)
- تشارلز رامبيلبيرج على موقع أوليمبيديا (الإنجليزية)